# Laurasiatheria
Los laurasiaterios (Laurasiatheria, gr. "bestias de Laurasia") son un clado de mamíferos placentarios con el rango de cohorte o superorden que se originó en Laurasia y de allí proviene su nombre científico.
Está compuesto del orden Eulipotyphla y el clado Scrotifera que a su vez contiene los órdenes Carnivora, Chiroptera, Pholidota, Perissodactyla y Artiodactyla o Cetartiodactyla y órdenes extinguidos relacionados con ellos. La relación entre estos últimos se está debatiendo en la actualidad.

## Relaciones evolutivas

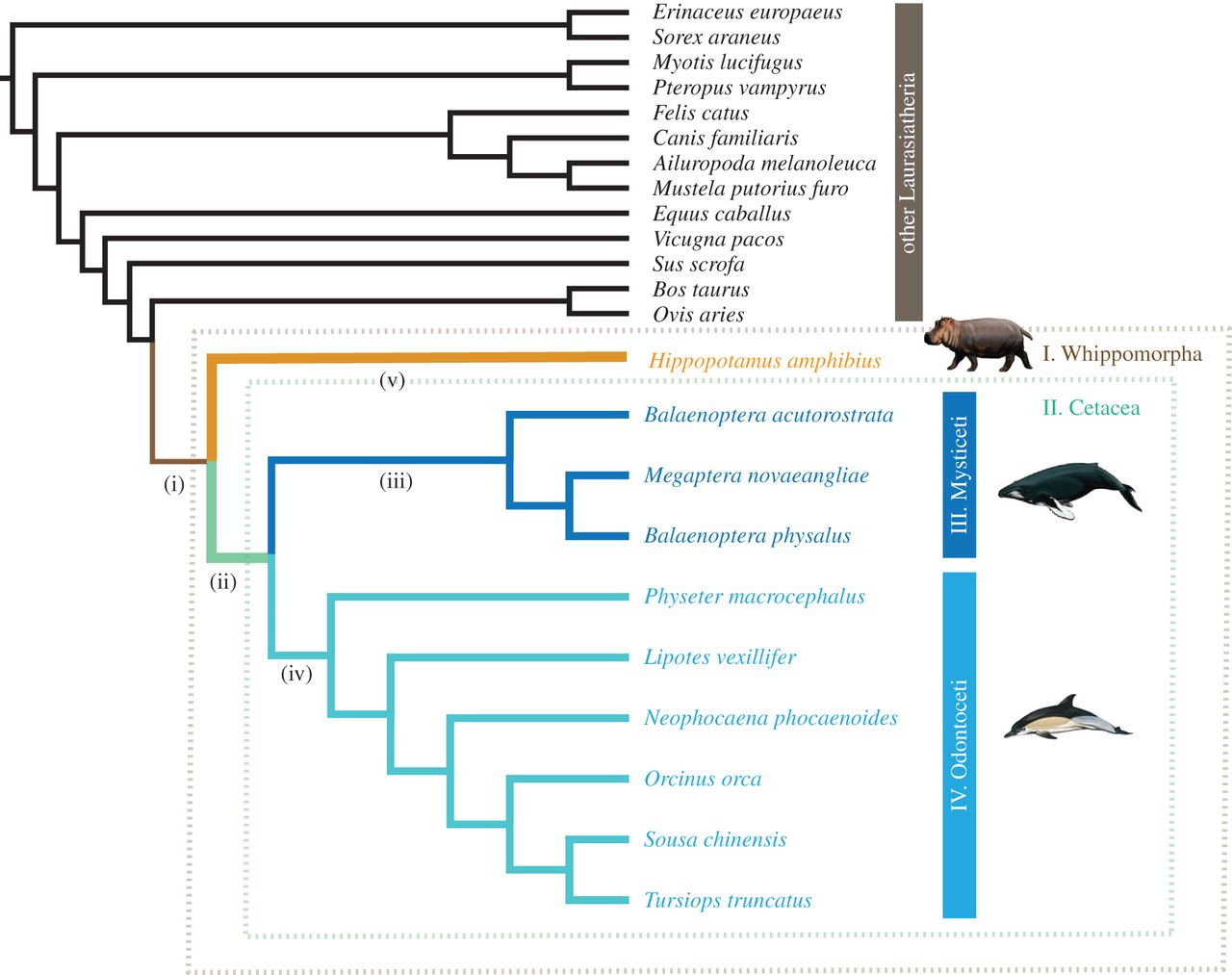
Cladograma mostrando un análisis genético entre especies de cetartiodáctilos y otros laurasiaterios.

El clado Laurasiatheria se basa en el análisis de la secuencia de ADN y otros elementos moleculares que une a los órdenes (Carnivora, Artiodactyla, Perissodactyla, Chiroptera, Eulipotyphla y Pholidota) 
Laurasiatheria se reconoce como uno de los cuatro clados dentro de Placentalia los cuales generalmente no tienen categoría taxonómica pero a veces se le dan las categorías de cohorte o magnoorden, y superorden. Las relaciones entre los cuatro cohortes (Laurasiatheria, Euarchontoglires, Xenarthra y Afrotheria) y la identidad de la raíz placental todavía son algo controvertidas.
Laurasiatheria probablemente se separó del grupo hermano Euarchontoglires, hace entre 98-107 millones de años, durante el Cretácico, desarrollándose el grupo en Laurasia, que más tarde se convertiría en los continentes de Europa y Asia. Apoyan esta hipótesis evidencias moleculares; hasta ahora, el fósil más viejo conocido se fecha en el Cretácico Superior. El clado de Laurasiatheria y Euarchontoglires se reconoce como Boreoeutheria. 
Los laurasiaterios perisodáctilos y artiodáctilos han desarrollado pezuñas al igual que los penungulandos pertenecientes a Afrotheria lo cual ha llevado a que se los clasifique en el antiguo clado Ungulata pero fue resultado de la evolución convergente.
En cuanto a filogenia el orden basal de Laurasiatheria es Eulipotyphla. Los perisodáctilos y cetartiodáctilos forman un clado Euungulata, mientras que los carnívoros y folidotos forman Ferae. Estos últimos se unen en un clado Fereuungulata como hermana de los quirópteros formando el clado Scrotifera. A pesar de ello algunos análisis genéticos han dado resultados diversos y contradictorios. Sin embargo los análisis genéticos recientes y más exhaustivos respaldan la monofilia de esta clasificación.

### Clasificación
- Orden Eulipotyphla
- Clad0 Scrotifera
  - Orden Chiroptera
  - Granorden Fereuungulata
    - Clado Ferae
      - Orden Carnivora
      - Orden Pholidota
      - Orden Cimolesta†
      - Orden Creodonta†

    - Clado Euungulata
      - Orden Artiodactyla/Cetartiodactyla
      - Orden Mesonychia†
      - Subclado Mesaxonia
        - Orden Perissodactyla
        - Orden Dinocerata†
        - Clado Meridiungulata†
          - Orden Xenungulata†
          - Orden Astrapotheria†
          - Orden Notoungulata†
          - Orden Litopterna†
          - Orden Pyrotheria†

## Cladograma
Un estudio genético reciente utilizando una gran cantidad de elementos ultraconservados y otros estudios de todo el genoma, incluyendo las secuencias proteicas obtenidas de los meridiungulados (Toxodon y Macrauchenia) han dado como resultado la siguiente filogenia:
|  | Pholidota |
|  |           |
|  | Carnivora |
|  |           |

|                | Perissodactyla                                                                       |
|                |                                                                                      |
| Meridiungulata | \| \| Litopterna (Macrauchenia) \| \| \| \| \| \| Notoungulata (Toxodon) \| \| \| \| |
|                | \| \| Litopterna (Macrauchenia) \| \| \| \| \| \| Notoungulata (Toxodon) \| \| \| \| |
|                | Litopterna (Macrauchenia)                                                            |
|                |                                                                                      |
|                | Notoungulata (Toxodon)                                                               |
|                |                                                                                      |

|  | Litopterna (Macrauchenia) |
|  |                           |
|  | Notoungulata (Toxodon)    |
|  |                           |

|                | Perissodactyla                                                                       |
|                |                                                                                      |
| Meridiungulata | \| \| Litopterna (Macrauchenia) \| \| \| \| \| \| Notoungulata (Toxodon) \| \| \| \| |
|                | \| \| Litopterna (Macrauchenia) \| \| \| \| \| \| Notoungulata (Toxodon) \| \| \| \| |
|                | Litopterna (Macrauchenia)                                                            |
|                |                                                                                      |
|                | Notoungulata (Toxodon)                                                               |
|                |                                                                                      |

|  | Litopterna (Macrauchenia) |
|  |                           |
|  | Notoungulata (Toxodon)    |
|  |                           |

|  | Pholidota |
|  |           |
|  | Carnivora |
|  |           |

|                | Perissodactyla                                                                       |
|                |                                                                                      |
| Meridiungulata | \| \| Litopterna (Macrauchenia) \| \| \| \| \| \| Notoungulata (Toxodon) \| \| \| \| |
|                | \| \| Litopterna (Macrauchenia) \| \| \| \| \| \| Notoungulata (Toxodon) \| \| \| \| |
|                | Litopterna (Macrauchenia)                                                            |
|                |                                                                                      |
|                | Notoungulata (Toxodon)                                                               |
|                |                                                                                      |

|  | Litopterna (Macrauchenia) |
|  |                           |
|  | Notoungulata (Toxodon)    |
|  |                           |

|                | Perissodactyla                                                                       |
|                |                                                                                      |
| Meridiungulata | \| \| Litopterna (Macrauchenia) \| \| \| \| \| \| Notoungulata (Toxodon) \| \| \| \| |
|                | \| \| Litopterna (Macrauchenia) \| \| \| \| \| \| Notoungulata (Toxodon) \| \| \| \| |
|                | Litopterna (Macrauchenia)                                                            |
|                |                                                                                      |
|                | Notoungulata (Toxodon)                                                               |
|                |                                                                                      |

|  | Litopterna (Macrauchenia) |
|  |                           |
|  | Notoungulata (Toxodon)    |
|  |                           |

|  | Pholidota |
|  |           |
|  | Carnivora |
|  |           |

|                | Perissodactyla                                                                       |
|                |                                                                                      |
| Meridiungulata | \| \| Litopterna (Macrauchenia) \| \| \| \| \| \| Notoungulata (Toxodon) \| \| \| \| |
|                | \| \| Litopterna (Macrauchenia) \| \| \| \| \| \| Notoungulata (Toxodon) \| \| \| \| |
|                | Litopterna (Macrauchenia)                                                            |
|                |                                                                                      |
|                | Notoungulata (Toxodon)                                                               |
|                |                                                                                      |

|  | Litopterna (Macrauchenia) |
|  |                           |
|  | Notoungulata (Toxodon)    |
|  |                           |

|                | Perissodactyla                                                                       |
|                |                                                                                      |
| Meridiungulata | \| \| Litopterna (Macrauchenia) \| \| \| \| \| \| Notoungulata (Toxodon) \| \| \| \| |
|                | \| \| Litopterna (Macrauchenia) \| \| \| \| \| \| Notoungulata (Toxodon) \| \| \| \| |
|                | Litopterna (Macrauchenia)                                                            |
|                |                                                                                      |
|                | Notoungulata (Toxodon)                                                               |
|                |                                                                                      |

|  | Litopterna (Macrauchenia) |
|  |                           |
|  | Notoungulata (Toxodon)    |
|  |                           |

|  | Pholidota |
|  |           |
|  | Carnivora |
|  |           |

|                | Perissodactyla                                                                       |
|                |                                                                                      |
| Meridiungulata | \| \| Litopterna (Macrauchenia) \| \| \| \| \| \| Notoungulata (Toxodon) \| \| \| \| |
|                | \| \| Litopterna (Macrauchenia) \| \| \| \| \| \| Notoungulata (Toxodon) \| \| \| \| |
|                | Litopterna (Macrauchenia)                                                            |
|                |                                                                                      |
|                | Notoungulata (Toxodon)                                                               |
|                |                                                                                      |

|  | Litopterna (Macrauchenia) |
|  |                           |
|  | Notoungulata (Toxodon)    |
|  |                           |

|                | Perissodactyla                                                                       |
|                |                                                                                      |
| Meridiungulata | \| \| Litopterna (Macrauchenia) \| \| \| \| \| \| Notoungulata (Toxodon) \| \| \| \| |
|                | \| \| Litopterna (Macrauchenia) \| \| \| \| \| \| Notoungulata (Toxodon) \| \| \| \| |
|                | Litopterna (Macrauchenia)                                                            |
|                |                                                                                      |
|                | Notoungulata (Toxodon)                                                               |
|                |                                                                                      |

|  | Litopterna (Macrauchenia) |
|  |                           |
|  | Notoungulata (Toxodon)    |
|  |                           |

|  | Pholidota |
|  |           |
|  | Carnivora |
|  |           |

|                | Perissodactyla                                                                       |
|                |                                                                                      |
| Meridiungulata | \| \| Litopterna (Macrauchenia) \| \| \| \| \| \| Notoungulata (Toxodon) \| \| \| \| |
|                | \| \| Litopterna (Macrauchenia) \| \| \| \| \| \| Notoungulata (Toxodon) \| \| \| \| |
|                | Litopterna (Macrauchenia)                                                            |
|                |                                                                                      |
|                | Notoungulata (Toxodon)                                                               |
|                |                                                                                      |

|  | Litopterna (Macrauchenia) |
|  |                           |
|  | Notoungulata (Toxodon)    |
|  |                           |

|                | Perissodactyla                                                                       |
|                |                                                                                      |
| Meridiungulata | \| \| Litopterna (Macrauchenia) \| \| \| \| \| \| Notoungulata (Toxodon) \| \| \| \| |
|                | \| \| Litopterna (Macrauchenia) \| \| \| \| \| \| Notoungulata (Toxodon) \| \| \| \| |
|                | Litopterna (Macrauchenia)                                                            |
|                |                                                                                      |
|                | Notoungulata (Toxodon)                                                               |
|                |                                                                                      |

|  | Litopterna (Macrauchenia) |
|  |                           |
|  | Notoungulata (Toxodon)    |
|  |                           |

|  | Pholidota |
|  |           |
|  | Carnivora |
|  |           |

|                | Perissodactyla                                                                       |
|                |                                                                                      |
| Meridiungulata | \| \| Litopterna (Macrauchenia) \| \| \| \| \| \| Notoungulata (Toxodon) \| \| \| \| |
|                | \| \| Litopterna (Macrauchenia) \| \| \| \| \| \| Notoungulata (Toxodon) \| \| \| \| |
|                | Litopterna (Macrauchenia)                                                            |
|                |                                                                                      |
|                | Notoungulata (Toxodon)                                                               |
|                |                                                                                      |

|  | Litopterna (Macrauchenia) |
|  |                           |
|  | Notoungulata (Toxodon)    |
|  |                           |

|                | Perissodactyla                                                                       |
|                |                                                                                      |
| Meridiungulata | \| \| Litopterna (Macrauchenia) \| \| \| \| \| \| Notoungulata (Toxodon) \| \| \| \| |
|                | \| \| Litopterna (Macrauchenia) \| \| \| \| \| \| Notoungulata (Toxodon) \| \| \| \| |
|                | Litopterna (Macrauchenia)                                                            |
|                |                                                                                      |
|                | Notoungulata (Toxodon)                                                               |
|                |                                                                                      |

|  | Litopterna (Macrauchenia) |
|  |                           |
|  | Notoungulata (Toxodon)    |
|  |                           |

|  | Pholidota |
|  |           |
|  | Carnivora |
|  |           |

|                | Perissodactyla                                                                       |
|                |                                                                                      |
| Meridiungulata | \| \| Litopterna (Macrauchenia) \| \| \| \| \| \| Notoungulata (Toxodon) \| \| \| \| |
|                | \| \| Litopterna (Macrauchenia) \| \| \| \| \| \| Notoungulata (Toxodon) \| \| \| \| |
|                | Litopterna (Macrauchenia)                                                            |
|                |                                                                                      |
|                | Notoungulata (Toxodon)                                                               |
|                |                                                                                      |

|  | Litopterna (Macrauchenia) |
|  |                           |
|  | Notoungulata (Toxodon)    |
|  |                           |

|                | Perissodactyla                                                                       |
|                |                                                                                      |
| Meridiungulata | \| \| Litopterna (Macrauchenia) \| \| \| \| \| \| Notoungulata (Toxodon) \| \| \| \| |
|                | \| \| Litopterna (Macrauchenia) \| \| \| \| \| \| Notoungulata (Toxodon) \| \| \| \| |
|                | Litopterna (Macrauchenia)                                                            |
|                |                                                                                      |
|                | Notoungulata (Toxodon)                                                               |
|                |                                                                                      |

|  | Litopterna (Macrauchenia) |
|  |                           |
|  | Notoungulata (Toxodon)    |
|  |                           |

|  | Pholidota |
|  |           |
|  | Carnivora |
|  |           |

|                | Perissodactyla                                                                       |
|                |                                                                                      |
| Meridiungulata | \| \| Litopterna (Macrauchenia) \| \| \| \| \| \| Notoungulata (Toxodon) \| \| \| \| |
|                | \| \| Litopterna (Macrauchenia) \| \| \| \| \| \| Notoungulata (Toxodon) \| \| \| \| |
|                | Litopterna (Macrauchenia)                                                            |
|                |                                                                                      |
|                | Notoungulata (Toxodon)                                                               |
|                |                                                                                      |

|  | Litopterna (Macrauchenia) |
|  |                           |
|  | Notoungulata (Toxodon)    |
|  |                           |

|                | Perissodactyla                                                                       |
|                |                                                                                      |
| Meridiungulata | \| \| Litopterna (Macrauchenia) \| \| \| \| \| \| Notoungulata (Toxodon) \| \| \| \| |
|                | \| \| Litopterna (Macrauchenia) \| \| \| \| \| \| Notoungulata (Toxodon) \| \| \| \| |
|                | Litopterna (Macrauchenia)                                                            |
|                |                                                                                      |
|                | Notoungulata (Toxodon)                                                               |
|                |                                                                                      |

|  | Litopterna (Macrauchenia) |
|  |                           |
|  | Notoungulata (Toxodon)    |
|  |                           |